# Emmanuelle Gorgiard
Emmanuelle Gorgiard, née en 1963, est une réalisatrice, scénariste et décoratrice de cinéma française. 

## Biographie
Emmanuelle Gorgiard est diplômée de l’école des Beaux Arts de Rennes. Elle travaille comme décoratrice de théâtre en France et en Suisse. En 1998, elle découvre l’animation et réalise la mutation du mouton-carotte. Depuis 1999, elle est décoratrice pour des productions de marionnettes animées.  
En 2001, Emmanuelle Gorgiard signe La Bisque du Homard, une fiction courte diffusée sur France 3. En 2006, elle réalise Le Cid de Pierre Corneille. Il s'agit d'un film en  marionnettes animées. Les êtres humains sont représentés par des insectes qui ressemblent à des personnages de Star Wars. Le Cid est diffusé en salle le 5 novembre 2008, dans le programme Pleine Lune. En 2008, elle s'inspire du mythe de Médée. Elle adapte ensuite Dorothy La vagabonde et Temps de cochon à partir des albums d'Yves Cotten. Temps de cochon est en sortie nationale le 17 novembre 2021 dans le programme Le Quatuor à cornes.

## Réalisations
- 1998 : La Mutation du mouton-carotte, 3 min
- 1998 : Bêtes comme choux, série, 5 x 3 min
- 2001 : La Bisque du homard, 13 min
- 2006 : Le Cid, 25 min, sortie en salle
- 2016 : Tis
- 2018 : Dorothy la vagabonde, 9 min
- 2020 : Temps de cochon, 8 min 30, sortie en salle

## Prix
- Prix du court métrage, HD Film Festival, Paris, 2006[3]
- Prix Caramel, festival Animatou de Genève, 2021[9]